# Kabourou
Kabourou est une localité située dans le département de Fara de la province des Balé dans la région de la Boucle du Mouhoun au Burkina Faso.

## Santé et éducation
Kabourou accueille un centre de santé et de promotion sociale (CSPS).
Le village possède une école primaire publique.